# Melphidippa globosa
Melphidippa globosa is een vlokreeftensoort uit de familie van de Melphidippidae. De wetenschappelijke naam van de soort is voor het eerst geldig gepubliceerd in 1965 door Nagata.